# Ifugao (Ethnie)
Bei den Ifugao handelt es sich um eine altmalaiische Ethnie, die in den schwer zugänglichen Philippinischen Kordilleren auf Nord-Luzon in den Philippinen lebt und zu den Igorot gehört.
Die Selbstbezeichnung „Ifugao“ bedeutet so viel wie „Menschen der Erde“.

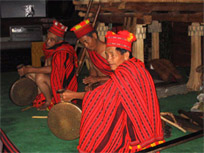
Ifugao-Musiker auf Luzon, 2004

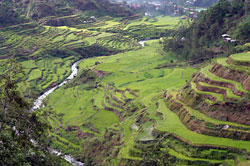
Die Reisterrassen von Banaue

Angaben über die Anzahl ihrer Mitglieder variieren zwischen 80.000 und 190.000. Die Ifugao betrieben traditionell Bodenbau. Sie legten ein System von Hangterrassen mit Kanälen zur künstlichen Bewässerung an, welches ihnen seit mehr als zweitausend Jahren zum Anbau von Nassreis diente. Wegen ihrer oft sehr geringen Fläche mussten die einzelnen Terrassen mit Grabstöcken bearbeitet werden. Der Reisanbau wurde ergänzt durch die Kultivierung von Camote (Süßkartoffeln), Mung-Bohnen und Getreide.
Die politische, soziale und wirtschaftliche Organisation beruhte vor allem auf bilateralen Verwandtschaftsgruppen ohne formelle Führerschaft. Die Siedlungen von fünf bis zehn Gebäuden lagen über große Flächen verstreut, jeweils in der Nähe der zu bewirtschaftenden Terrassen. Tiere (v. a. Hühner und Schweine) wurden vornehmlich für religiöse Zeremonien und Opferrituale gehalten. Die Priester der Ifugao berichteten von mehr als 1500 verschiedenen Göttern, die verschiedenen Lebensbereichen zugeordnet wurden wie Reisanbau, Kopfjagd, einzelnen Krankheiten. Die Ifugao besaßen keine Schrift – Mythen wurden mündlich überliefert. Im 20. Jahrhundert unterbanden die Amerikaner die traditionellen Kopfjagden. Noch heute leben die Ifugao weitgehend isoliert von der christlichen Majorität auf den Philippinen.

## Kultur
Die Ifugao bewohnen die zentralen Kordilleren seit ca. 500 v. Chr. Wohlstand und Prestige bestimmen den sozialen Status, der mit Großzügigkeit gegenüber den Ärmeren einhergeht. Weberei und Holzhandwerk sind weit entwickelt.
Die Ifugao sind auch bekannt wegen des Epos hudhud, das in 200 Episoden mit jeweils 40 Gesängen aufgebaut ist. Es erzählt von Helden, gesellschaftlichen Normen, religiösen Themen und traditionellen Gebräuchen sowie von der hohen Bedeutung des Reisanbaus. Es wird bei der Feldarbeit, aber auch bei Zusammenkünften und Festen gesungen. Die Texte sind umfangreich und schwierig,  weil sie vielfach Metonyme, Metaphern und Onomatopoesie enthalten. Bei der modernen maschinellen Bearbeitung der Reisfelder bleibt auch nicht so viel Zeit, sie zu singen. Die hudhud-Gesänge wurden 2008 in die UNESCO-Liste des immateriellen Kulturerbes der Menschheit aufgenommen.